# James D. Richardson
James Daniel Richardson (1843-1914) foi um político democrata dos Estados Unidos. Richardson representou 5º distrito congressional de Tennessee na Câmara dos Representantes de 1885 até 1905. Ele foi o primeiro líder da minoria na Câmara dos Representantes, ficando no cargo entre 1899 a 1903, durante a o 56º e o 57º Congresso dos Estados Unidos.
Nascido no Condado de Rutherford, no Tennessee, Richardson serviu no Exército Confederado dos Estados Unidos durante a Guerra Civil. Richardson foi eleito para a Câmara dos Representantes do Tennessee, servindo entre 1871 a 1873, e depois para o Senado do Tennessee, servindo entre 1873 a 1875. Ele era um delegado na Convenções Nacional Democrata em 1876, 1896 e 1900, e presidiu como presidente permanente na convenção de 1900.
Nos termos de um ato do Congresso em 20 de agosto de 1894, Richardson foi acusado de compilar as mensagens e os documentos dos presidentes, um trabalho multi-volume, incluindo todos os documentos importantes do Governo federal, desde os primeiros dias do presidente Washington através de a segunda administração de Grover Cleveland, além de alguns papéis da administração de William McKinley.